# MI 2N

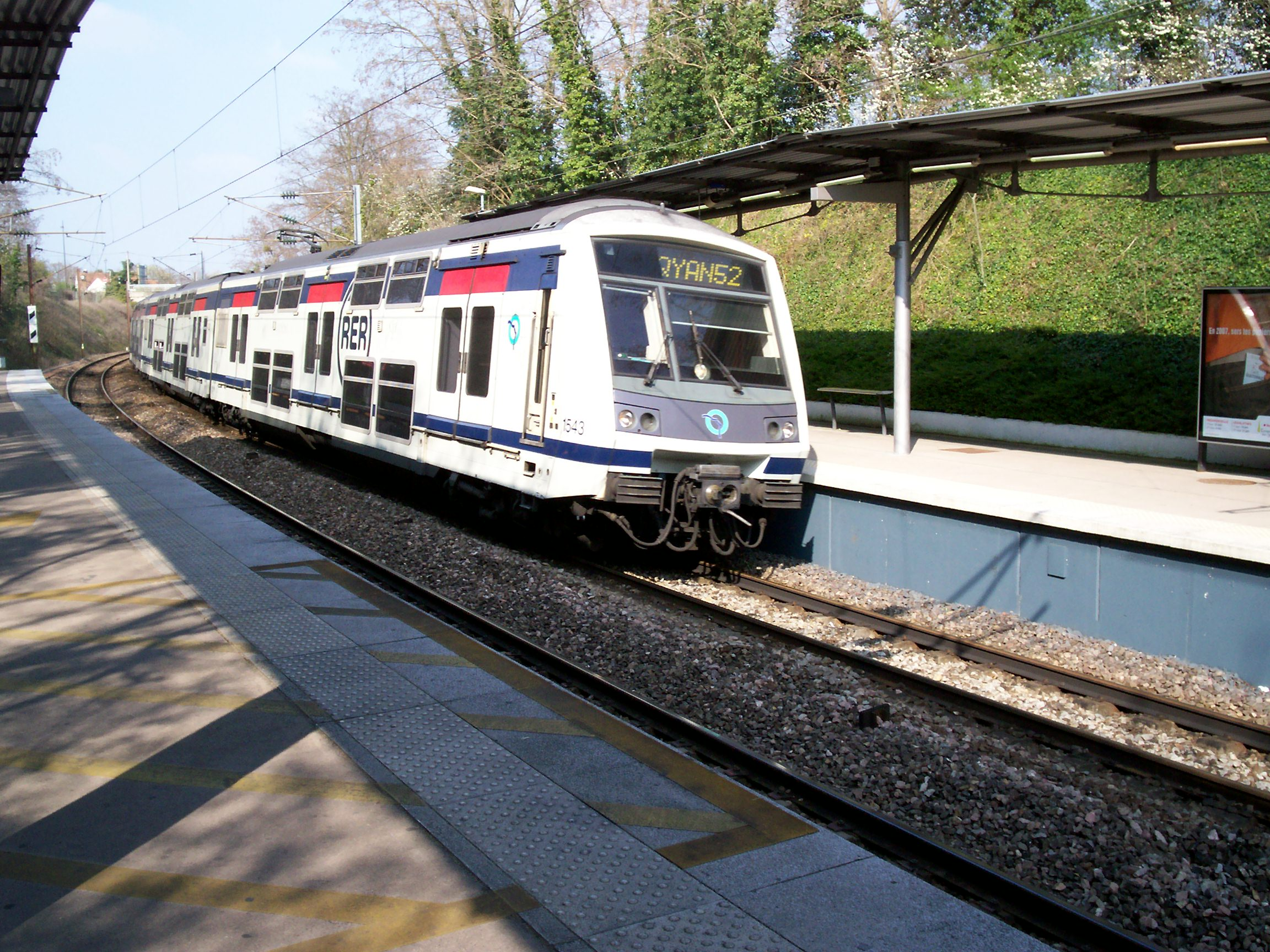
MI 2N de RATP

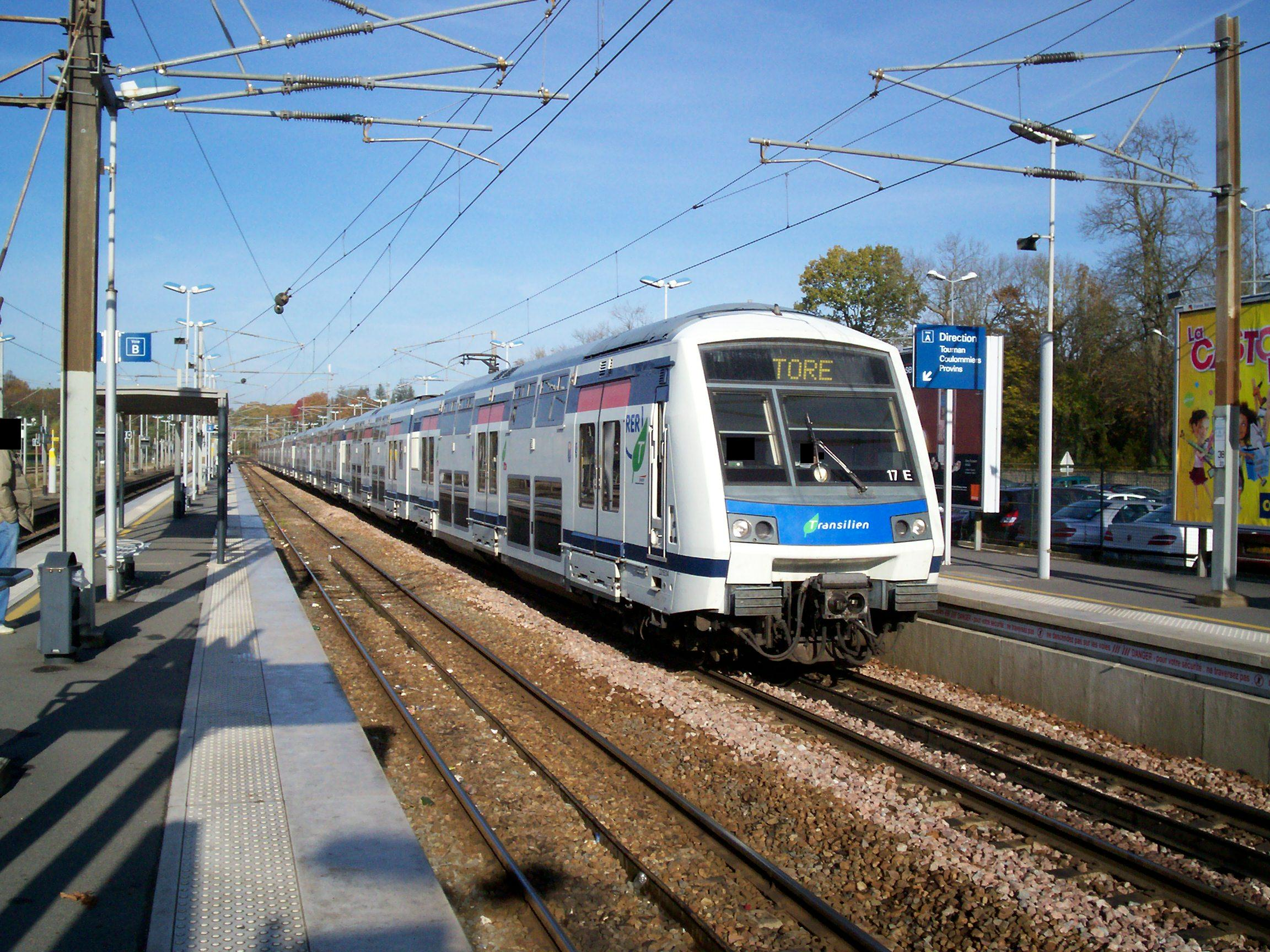
MI 2N de SNCF

MI 2N (Matériel d'Interconnexion à 2 Niveaux en francés, equipo de interconexión a 2 niveles, es un tipo de unidad eléctrica múltiple de doble planta, que actualmente presta servicio en la red ferroviaria exprés regional francesa (RER por sus iniciales en francés), construido por GEC-Alsthom y ANF Industrie para la Sociedad Nacional de Ferrocarriles Franceses (SCNF por sus iniciales en francés) y la Compañía Arrendataria Autónoma de los Transportes Parisinos (RATP por sus iniciales en francés).
Si bien las versiones de SCNF y RATP son similares en apariencia, son de hecho diferentes, y son designadas con diferentes nombres en cada compañía
- RATP Class Z 1500 Altéo, operando en la línea A de la RER
- SCNF Class Z 22500 Eole, operando en la línea E de la RER